# Potter Stewart
Potter Stewart (Jackson, 23 gennaio 1915 – Hanover, 7 dicembre 1985) è stato giudice associato della Corte suprema degli Stati Uniti d'America dal 1958 al 1981.
Conservatore, fu spesso dissenziente rispetto alla maggioranza della Corte Warren. Si ritrovò invece su posizioni più centriste rispetto alla Corte Burger, maggiormente conservatrice.